# Golfo di Baratti
Il golfo di Baratti è un golfo che si apre all'estremità sud-orientale del Mar Ligure, posto all'estremità settentrionale del territorio comunale di Piombino.

## Morfologia
Il golfo prende la denominazione dalla località di Baratti, situata all'estremità meridionale del golfo, presso la quale si trovano tumuli di epoca etrusca. È delimitato a nord dai modesti promontori di Poggio San Leonardo, mentre a sud è chiuso dalla torre di Baratti, che precede le pendici settentrionali del promontorio di Piombino dalle quali svetta il centro medievale di Populonia.
L'insenatura è caratterizzata da una spiaggia sabbiosa, più estesa nella parte centro-settentrionale del golfo, che tende a ridursi notevolmente verso l'estremità meridionale del porto di Baratti. I fondali risultano bassi, mentre l'arenile si caratterizza sia per colori dorati ed ambrati, che per la presenza di scorie di ferro, residui della lavorazione del suddetto metallo durante il periodo etrusco.
In alcuni tratti il golfo si sviluppa una pineta, caratterizzata dalla presenza di pini marittimi e domestici, che si interrompe sia all'estremità settentrionale dell'insenatura che nella centrale dove si sviluppa la necropoli. Nel sottobosco sono presenti numerosi arbusti della macchia mediterranea. Nella parte meridionale, la pineta lascia spazio ad altri tipi di vegetazione.
Sul finire degli anni '80, nel golfo è stato rinvenuto un relitto risalente al II secolo a.C., nel quale, per la prima volta, è stato possibile trovare tracce dei medicinali usati in epoca romana.
Nel febbraio 1989 vi è stato registrato l'ultimo attacco mortale da parte di uno squalo avvenuto in Italia.